# ベートーヴェンとモーツァルト
ヴォルフガング・アマデウス・モーツァルト（1756年-1791年）はルートヴィヒ・ヴァン・ベートーヴェン（1770年-1827年）の作品に多大な影響を与えた。ベートーヴェンはモーツァルトに強い尊敬の念を抱いており、その作品にはモーツァルトを思い起こさせるものがある。彼はモーツァルトの主題を用いた変奏曲を複数作曲しているほか、多数の作品がこの先人の作品を範として制作されている。

## ボン時代のベートーヴェン

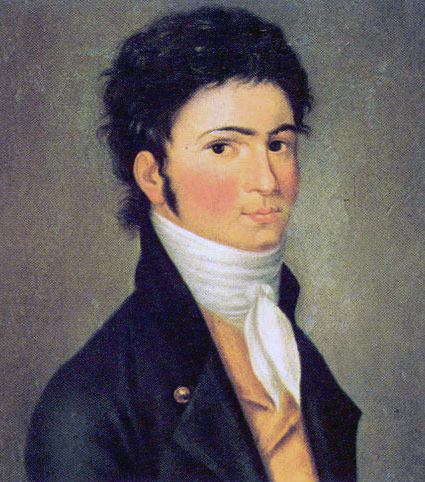
青年ベートーヴェンの肖像。カール・トラウゴット・リーデル（1769年-1832年）画。

ベートーヴェンはモーツァルト（1756年、ザルツブルク生）に遅れること14年、1770年にボンで誕生した。まだベートーヴェンが幼かった1781年に、モーツァルトはキャリア開拓のためザルツブルクからオーストリアの首都ウィーンへ移っている。ボンは政治的、文化的にはウィーンの影響下にあったが、地理的にはザルツブルクよりも遥かに遠方でドイツ語圏ヨーロッパを逆方向に進むこと約900キロメートルの地点に位置していた。
幼少期にボンで教育を受ける間、ベートーヴェンはモーツァルトの音楽に広く、深く触れることになった。ボンの宮廷管弦楽団とモーツァルトのピアノ協奏曲を演奏することもあれば、ヴィオラ奏者としてモーツァルトのオペラ上演に参加することもあった。ルイス・ロックウッドは「ちょうどモーツァルトが父に宛てて自分が『音楽に浸っている』と書き送ったように、ベートーヴェンもモーツァルトに浸っていたのである」と書いている。作曲をしようという初期の取り組みを行うにあたり、ベートーヴェンは自分がモーツァルトに感化され過ぎていて、うっかり彼の作品を剽窃してしまうのではないかと心配したこともあったほどであった。ロックウッドは次のように書いている。

ベートーヴェンは1790年10月のスケッチ帳に2段のピアノ譜で6/8拍子、ハ短調のパッセージを書きつけた。その後、その小さいフレーズについて段と段の間へ次の文言を書き加えた。「このパッセージ全体はモーツァルトのハ長調交響曲から盗ったもの。アンダンテ、6/8でその（言葉はここで途切れている）」それからベートーヴェンはスケッチ帳の同じページのすぐ下にそのパッセージを少し変更して書き直し、そこへ「ベートーヴェン自身」とサインした。彼が引用だと考えたそのパッセージは、我々が知るモーツァルトのどの交響曲からも探し出すことはできない。

## ベートーヴェンのウィーン訪問

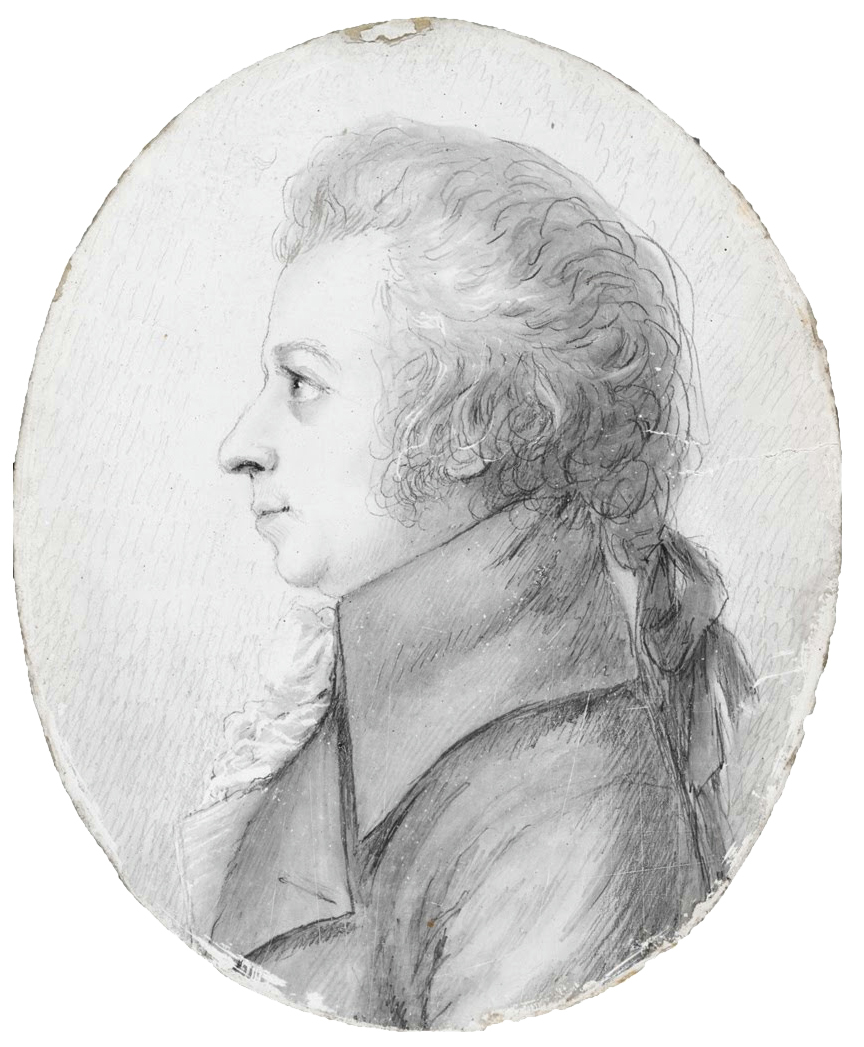
モーツァルトの銀筆画、1789年4月、ドーラ・シュトック作。

ベートーヴェンは1787年の初頭にウィーンを訪れているが、正確な日付に関する記述は食い違っている。クーパーは彼が4月初旬に到着、約3週間後に同地を後にしたと述べている。ハーベルは到着を1787年1月、出発を3月または4月とし、彼が10週半にわたり同市に留まったとしている。『Regensburgische Diarium』（レーゲンスブルク日記）の中にこれに関する証拠がある。ベートーヴェンは少なくとも母の健康状態のこともあってのボンへの帰郷を急いでいた（彼の母は結核により同年7月に死去している）。父のヨハンはアルコール依存によりほとんど働くこともままならず、2人の弟がいたベートーヴェンは家族を支えるために帰宅しなければならなかったのかもしれない。
ベートーヴェンのウィーン訪問に関する記述資料は乏しい。2人の作曲家は出会っていた可能性もある。ハーベルの考えた日程通りであれば、これが起こり得る期間として約6週間あることになる（モーツァルトは1787年はじめの一部をプラハで過ごした）。
19世紀の伝記作家であるオットー・ヤーンはベートーヴェンがモーツァルトの前で即興演奏をして、モーツァルトを感心させたという逸話を紹介している。ヤーンはこの話について証拠を示しておらず、単に「ウィーンで信頼できる筋から私に伝えられたことだ」と述べるに留まっている。ベートーヴェンと同時代に生きたイグナーツ・フォン・ザイフリートは、ベートーヴェンとモーツァルトとの出会いは次のようなものだったと記している（ただし、ザイフリートは訪問が1790年だったとしている）。
 1790年にベートーヴェンはウィーンに短期滞在する。彼はモーツァルトを聴きに同地へ赴いたのであり、紹介状も携えていた。ベートーヴェンはモーツァルトの前で即興演奏してみせた。モーツァルトは暗記した曲なのだろうと考えて、関心のなさそうな様子で聞いていた。その後、ベートーヴェンはその特有の志によって、扱うべき主題を要望した。モーツァルトは疑いを含む笑みを浮かべ、すぐに彼へ半音階的なフーガの主題を与えた。二重フーガの「al rovescio（逆の）」となる対位主題は明かさないままとなっていた。ベートーヴェンは恐れることなく主題に取り組み、隠された意図を直ちに了解すると、非常な長さと驚くべき独自性と力強さを示した。モーツァルトの注意はこれに釘付けとなり、驚嘆が極まると幾人かの友人が集う隣室へ静かに踏み入れ、輝く目でそこにいた者たちにこう囁いた。「この若者から目を離してはいけません、彼はいつかあなた方に何か驚くようなことを伝えてくれるでしょう!」
しかし、現代の研究者はこの話にいくらか懐疑的である。『ニューグローヴ世界音楽大事典』はこれに言及しておらず、ウィーン訪問に関する記事は次のようになっている。
1787年の初にベートーヴェンはウィーンを訪れた。文書が残されていないため、旅の目的やそれがどの程度果たされたのかついてはわからないままとなっている。しかし、彼がモーツァルトに出会い、数回のレッスンを受けたのではないかという話については少々疑問に思われる。
しかし、歴史家の中にはモーツァルトとベートーヴェンの出会いは全く信用ならないという者もいる。
モーツァルトとベートーヴェンの伝記を両方著したメイナード・ソロモンはヤーンの逸話に触れておらず、モーツァルトがベートーヴェンに対してオーディションを行った上で不合格にしたかもしれないという可能性を提唱してさえいる。
ベートーヴェンはボンでモーツァルトの後継者となるべく[影響力のある貴族の集まりから]特訓を受け、その目的を前進させるべく（中略）ウィーンへ送られた。16歳のベートーヴェンは、しかし、まだ独り立ちの準備を整えていなかった。父に急き立てられ、若きヴィルトゥオーゾはウィーンを後にし（中略）肺病の母の状況に、そしておそらくモーツァルトからの拒絶にも意気消沈して自宅へと戻った。（モーツァルトは）従前より、やっかいな経済状況など、自身のことにかかりっきりで、もう一人の弟子を取ることを真剣に考慮することができなかったのではあるまいか。たとえそれが大いなる才能であり、著名なパトロンの後ろ盾のある人物であってもである。
ソロモンは続けて当時のモーツァルトが捕らわれていた事物を列挙している。悪化する父レオポルトの健康状態、プラハ訪問、『ドン・ジョヴァンニ』の作業開始、「その他大量の音楽」の作曲である。これに加え、既にモーツァルトは自宅に住み込みの門弟を抱えていた。9歳のヨハン・ネポムク・フンメルである。
ベートーヴェンが実際にモーツァルトに会っていたかどうかを決定することはできないものの、彼がモーツァルトの演奏を聴いていた可能性はそれよりもより高い。ベートーヴェンの弟子であるカール・チェルニーはオットー・ヤーンに対し、ベートーヴェンが自分に対しモーツァルトが「巧みな、しかし切れ切れの弾き方をした、『リガート』ではなかった。」と語ったという。
ベートーヴェンがモーツァルトに会えたかどうかにかかわらず、1787年の訪問は彼にとって不運な時期の始まりとなったようである。『グローヴ大事典』は次のように書いている。「（ベートーヴェンの）最古の現存する手紙は[ウィーンへの]途上で親しくなったアウクスブルクの親族へ宛てたもので、その夏の気の滅入る出来事が記されており、健康を害した[ことに並び]憂鬱（中略）についてほのめかしている。」

## 共通の体験
ベートーヴェンはモーツァルトの死から1年後の1792年、ついにウィーンへと戻ってくる。彼がウィーンで過ごした最初の年月にはそれまでの年月でモーツァルトが経験したのに類似した多くの経験があり、モーツァルトの関係者にはベートーヴェンとも親しく付き合うことになった者もいる。とりわけ、まずはモーツァルト同様に鍵盤楽器奏者として高い名声を打ち立てたベートーヴェンはハイドンに師事し、ヴィルヘルミーネ・トゥーン伯爵夫人の庇護を受けた。ゴットフリート・ファン・スヴィーテン男爵もパトロンとなり、ベートーヴェンはモーツァルトが行ったとのとまったく同じように、男爵家でバロックの巨匠らの作品を演奏した。モーツァルトがしたのと同じく、ベートーヴェンは1796年にリヒノフスキー侯爵に伴われてプラハ、ドレスデン、ライプツィヒ、ベルリンを巡る演奏旅行に出た。旅の途中のプラハでは著名なソプラノ歌手であったヨーゼファ・ドゥーシェクに大規模な演奏会用アリアを作曲しているが、これには1789年のモーツァルトの先例がある。19世紀はじめまでにベートーヴェンは劇場支配人のエマヌエル・シカネーダーの目に留まってオペラ『ヴェスタの火』の構想段階で援助を受けており、モーツァルトが『魔笛』に弾みをつけたのと同じことが起こっていた。ベートーヴェンは最後は『ヴェスタの火』を放棄して『フィデリオ』を選ぶことになる。

## モーツァルトのベートーヴェンへの影響
死後もなお、ベートーヴェンの作品へのモーツァルトの影響は明らかであった。例を挙げるとベートーヴェンは交響曲第5番の作曲中に使用していたスケッチ帳にモーツァルトの交響曲第40番のパッセージを書き写しており、第5交響曲の第3楽章はモーツァルトの終楽章に似通った主題で開始される。チャールズ・ローゼンはモーツァルトのピアノ協奏曲第24番が同じ調性で書かれたベートーヴェンのピアノ協奏曲第3番のモデルとなったのはではないかと考えており、ピアノと管楽のための五重奏曲に関してはモーツァルトのK.452が同じ楽器編成となるベートーヴェンの作品16、弦楽四重奏曲に関してはモーツァルトのK.464（第18番）が同じイ長調のベートーヴェンの作品18-5（第5番）であろうとみている。ロバート・マーシャルはモーツァルトのピアノソナタ第14番（K.457）手本として、同じ調性であるベートーヴェンのピアノソナタ第8番（作品13 『悲愴』）が書かれたのだろうと看做している。
ベートーヴェンはモーツァルトのピアノ協奏曲第20番の第1、第3楽章にカデンツァを書いており（WoO 58）、モーツァルトの主題を用いて4つの変奏曲を作曲している。
- 『フィガロの結婚』から「もし伯爵様が踊るなら」によるヴァイオリンとピアノのための変奏曲 WoO 40（1792年–1793年）;
- 『ドン・ジョヴァンニ』から「お手をどうぞ」による2つのオーボエとコーラングレのための変奏曲 WoO 28 （?1795年）;
- 『魔笛』から「恋人か女房か」によるチェロとピアノのための変奏曲 作品66 （?1795年）;
- 『魔笛』から「愛を感じる男たちには」によるチェロとピアノのための変奏曲 WoO 46 （1801年）[16]

ベートーヴェンはキャリア終盤にも、ディアベリ変奏曲の第22変奏として『ドン・ジョヴァンニ』からレポレッロのアリア「夜も昼も苦労して」を引用してモーツァルトに敬意を払っている。